# Juan Ruiz de Alarcón

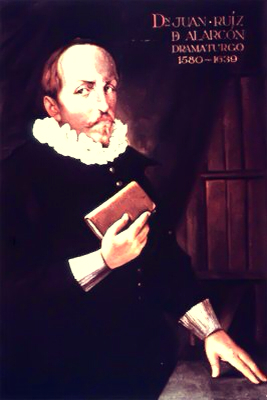
Juan Ruiz de Alarcón.

Juan Ruiz de Alarcón y Mendoza, född omkring 1581 i Real de Taxco, död den 4 augusti 1639 i Madrid, var en spansk författare.
Alarcón föddes i Mexiko av spanska föräldrar, blev student i Mexiko och Salamanca, advokat och sedan författare. Alarcón skrev ett flertal komedier, först efter Lope de Vega och Tirso de Molina, sedan självständigare. Bäst är hans karaktärsdramer, särskilt La verdad sospechosa (svensk översättning, "En bättrad will-hierna", uppförd i Stockholm 1745). Hans form och konstruktion är utmärkta, och hans inflytande sträckte sig till Frankrike och England. För betjäntens roll i komedin betydde hans dramer en ny utveckling mot större realism.